# Zotye SR9
Der Zotye SR9 ist ein SUV des chinesischen Fahrzeugherstellers Zotye. Dieses Fahrzeug kopiert weitgehend alles vom Porsche Macan (Typ 95B), außer Motor und Getriebe. Der Zotye SR9 war nur mit einem Zweiliter-Ottomotor mit 140 kW (190 PS) von Mitsubishi und einem 5-Gang-Schaltgetriebe oder einem 6-Gang-Doppelkupplungsgetriebe erhältlich. Der durchschnittliche Verbrauch mit dem manuellen Getriebe liegt bei 7,9 Liter Benzin pro 100 Kilometer, mit dem Doppelkupplungsgetriebe sind es 8,6 Liter Benzin pro 100 Kilometer. Dieses Fahrzeug war in der Volksrepublik China zu einem Preis von RMB 108.800 (umgerechnet ca. 14.000 EUR) erhältlich.